# Знаменка (Старооскольский городской округ)
Знаменка — село в Старооскольском городском округе Белгородской области. Находится в 40 километрах от города Старый Оскол. Центр Знаменской сельской территории.

## История

### Российская империя
Село Знаменка было основано князьями Петром Алексеевичем Голицыным и Александром Даниловичем Меншиковым в 1717 году. Первыми поселенцами Знаменки, по местному преданию, были выходцы из Суздальского уезда Владимирской губернии, вызванные сюда владельцем села князем Меньшиковым из разных мест России, преимущественно из подмосковных губерний. Своё название Знаменка (Знаменское) получила после открытия первой деревянной церкви в честь иконы Знамения Пресвятой Богородицы Новгородской в первой половине XVIII века. С этим же событием связано введение престольного праздника – Знамения, который сельчане отмечают 10 декабря. Основным занятием крестьян Знаменки до отмены крепостного права была работа в поле и в хозяйстве князей Меньшиковых. В документах встречается ещё одно название — «Княжья слобода» — так село именовали до 1848 года.
В 60-х годах XIX века была открыта земская школа. В 1885 году в Знаменке при церковной сторожке открылась церковно-приходская школа на 60–70 мест, где, в основном, учили Закону Божьему. В школе учились лишь дети из зажиточных и середняцких хозяйств.
Первый храм в Знаменке был деревянный, в честь Знамения Пресвятой Богородицы Новгородской. В 1790 году деревянный храм был снесён и поставлен на новом месте, а на старом месте поставлена небольшая кирпичная часовня. В 1881 году в Знаменке освящена и открыта новая каменная церковь с колокольней и более вместительная. Построена она была на средства князя Меньшикова, его управляющего Хомякова и прихожан. В 1895 году производился внутренний ремонт храма.

### Советский период
Летом 1918 года в бывшем имении помещика Байбуса организовался небольшой совхоз «Пробуждение». В 1924 году создана комсомольская ячейка. 8 сентября 1925 года совхоз «Пробуждение» был реорганизован в коммуну «Красная Заря». В декабре 1927 года XV съезд ВКП(б) принял решение об усилении развертывания коллективизации сельского хозяйства. Первый колхоз «Путь Ильича» образовался в центре села весной 1929 года.
В 1934 году открылся сельский клуб с библиотекой, которые стали центром культурных запросов и проводимых мероприятий для всех жителей. Появились первые радиоточки и телефон. В 1935 году Знаменская неполная средняя школа разместилась в просторном новом здании школы.
В годы Великой Отечественной войны село было оккупировано. Она началась 3 июля 1942 года. 19 января 1943 года Знаменка была освобождена.
В 1953 году на базе семилетки открылась Знаменская средняя школа, где работало вечернее отделение. С 6 января 1954 года Знаменка вошла в новообразованную Белгородскую область. В 1965 году в Знаменке открылась аптека. В феврале 1970 года открылся новый Дом культуры на 450 мест, построенный за счёт средств колхоза.
В память о погибших воинах в 1972 году в центре села, в небольшом парке рядом с Домом культуры, возведён мемориальный памятник. На фоне высокой фигуры солдата-победителя на мраморных плитах высечены имена знаменцев, погибших в годы Великой Отечественной войны.
В 1979 году в селе Знаменка открылась средняя школа с просторными и светлыми классами, оснащёнными специальным оборудованием и наглядными пособиями. В 1983 году был построен Дом животноводов с медицинским профилакторием. В 1984 году проложена асфальтированная дорога от Шаталовки до Знаменки. Было открыто автобусное сообщение с городом. В 1989 году проложена дорога с твёрдым покрытием, соединившая Знаменку с Новониколаевкой. 30 сентября за счёт средств колхоза был открыт краеведческий музей. С этого года стало традицией 10 декабря отмечать праздник села.

### Российская Федерация
В связи с реформами в агропромышленном комплексе колхоз имени Карла Маркса был реорганизован в сельскохозяйственный кооператив «Знаменский». В 1993 году после реорганизации районных исполкомов Знаменский сельский Совет был переименован в Знаменскую сельскую администрацию. В 1995 году была начата газификация сёл Знаменской сельской администрации.
С 1992 года велись восстановительные работы в Знаменском храме, в настоящее время Богослужения в храме возобновлены. Является памятником архитектуры XIX века.

## Население
| 1859 | 1897  | 2002 | 2010 |
| ---- | ----- | ---- | ---- |
| 802  | ↗1213 | ↘493 | ↘357 |

## Известные уроженцы
- Иванов, Николай Дмитриевич - (14 октября 1920 — 30 сентября 1995) — майор Советской Армии, участник Великой Отечественной войны, Герой Советского Союза (1944).
- Наседкин, Филипп Иванович - (14 (27) августа 1909 — 3 июня 1990) — русский советский писатель.